# Орашко Кале
Орашко Кале је рударска тврђава са регионалним центаром у селу Орашје код Тетова.

## Локалитет
Налази се на највишем делу дугог и тесног огранка планинског венца Шар-планине и спушта се све до Вардара.
Јужни огранак завршава у Дервенској клисури и завршава се на северној страни. Тврђава је удаљена један километар од Вардара и три километра југоисточно од Орашја. Уздиже се 110 метара високо изнад реке.
Обе стране тврђаве, веома су стрме. Нагињу се дубоким браздама према Љуботинској реци и потоцима.
Источно од Градишта, на падинама, налазе се стари рудници гвожђа, сребра и садашњи рудник Радуша . Кроз дервенску клисуру води стари пут од Скопља према Градишту. Код Градишта, одваја се пут за Вратницу према северу, и води према Качанику, Косову и Призрену.

## Налазиште
Археолог, Велимир Цветановски, виши кустос музеја у Тетову, радио је на ископавању овог раног средњевековног локалитета.
На овом локалитету, пронађени су докази о постојању града, површине од 9.600 квадратних метара. На њему се налазе куле, бедеми и резервоари, као и епископски простори у којима је сачувана ранохришћанска базилика.
На основу димензија и степена очувања, веома је слична Плашнику. Локалитет је дефинисан утврђено насеље Акропоља и предграђа које обухвата и пратеће објекте.
Објекат највећи процват доживео у касној антици између 4 и 6 века.
Постоје и археолошка ископавања која су спроведена у периоду од 1983. до 2010. године.

## Најстарије ископине
Простор површине од 0,8 хектара, ојачан је зидовима и бројним кулама.
У средини је пронађен велики широки ходник на чијим су голим стенама, а са обе стране налазиле су се куће са неколико правоугаоних соба смештених у један или два реда. Куће су постављене у правилном облику са раним византијским карактеристикама. Претпоставља се да су касније обновљене и коришћене у средњем веку.

## Средњовековни остаци
У касном средњем веку, у близини акропоља налазе се два предграђа у чијем се продужетку налази насеље. Са северне стране налазе се остаци средњовековне цркве.
Јужни део Акропоља је у потпуности изграђен и очуван и достиже висину од 9-11 метара. То даје утисак изузетне величине и атрактивности, која се убраја међу најбоље очуване тврђаве из средњег века.
На читавом подручју нађени су остаци средњовековне керамике, грчарије и тазни алати од гвожђа (ножеви, алати, шарке и шнале, копче, делови брава и ексери). Пронађена је и једна гвоздена мамуза која има специфичну форму, која указије да потиче из перода 9. и 10. века.
Монументално утврђење града Собрања показује да је град, након пада Византијског центра Лешока 1190. године, постао главни упориште у региону, захваљујући економском центру за рударство и металургију. Осим у тврђави и у оближним насељима и у целој области пронађени су бројни трагови обраде, жарења и топљење гвожђа, бакра и сребра.
Руднике су користиле Османлије извесно време, међу њима и тврђаву у Собрању. Најновије измене на тврђави потичу из впериода владавине Османлија.